# Anya (film, 2023)
Az Anya (eredeti cím: The Mother) 2023-ban bemutatott amerikai akció-thriller, amelyet Niki Caro rendezett. A forgatókönyvet Misha Green története alapján Green, Andrea Berloff és Peter Craig írta. A főbb szerepekben Jennifer Lopez, Joseph Fiennes, Omari Hardwick, Lucy Paez és Gael García Bernal látható.
2023. május 12-én jelent meg a Netflixen, vegyes kritikai fogadtatás mellett.

## Cselekmény
Egy névtelen anyát az FBI arra kényszerít, hogy gyermekét tanúvédelmi programba adja és ezáltal nevelőszülőkhöz kerüljön. Amikor 12 évvel később őt magát is profi gyilkosok veszik üldözőbe, rá kell jönnie, a lánya is a gyilkosok célpontja. Ekkor bosszúhadjáratba kezd, hogy megvédje rég nem látott lánya életét.

## Szereplők
| Színész            | Szerep                          | Magyar hang    |
| ------------------ | ------------------------------- | -------------- |
| Jennifer Lopez     | Anya                            | Pápai Erika    |
| Joseph Fiennes     | Adrian Lovell                   | Széles Tamás   |
| Omari Hardwick     | William Cruise FBI ügynök       | Varga Gábor    |
| Gael García Bernal | Héctor Álvarez fegyverkereskedő | Hamvas Dániel  |
| Paul Raci          | Jons                            | Csuha Lajos    |
| Lucy Paez          | Zoe                             | Kobela Kíra    |
| Jesse Garcia       | Tarantula                       | Maday Gábor    |
| Yvonne Senat Jones | Sonya                           | Bálint Adrienn |
| Edie Falco         | Eleanor Williams                | Sági Tímea     |

## A film készítése
2021 februárjában jelentették be, hogy Jennifer Lopez csatlakozott a film szereplőgárdájához, A filmet Niki Caro rendezte Misha Green és Andrea Berloff forgatókönyvéből, forgalmazója a Netflix.
2021 szeptemberében bejelentésre került, hogy Joseph Fiennes, Omari Hardwick, Gael García Bernal, Paul Raci és Lucy Paez is csatlakozott a stábhoz. 2021 októberében Jesse Garcia és Yvonne Senat Jones is csatlakozott a filmhez.
A forgatás 2021. október 4-én kezdődött Vancouverben. 2022. január 11-én a COVID miatt a forgatást felfüggesztették. 2022 márciusában a forgatás a spanyol Gran Canaria szigetén zajlott, Las Palmas de Gran Canaria óvárosát felhasználva Kubában. Az ott található Gabinete Literariót kaszinóként alkalmazták. A sziget déli részét is kiválasztották egy villa partijának forgatására.

## Fordítás
- Ez a szócikk részben vagy egészben  a   The Mother (2023 film) című angol Wikipédia-szócikk fordításán alapul.  Az eredeti cikk szerkesztőit annak laptörténete sorolja fel. Ez a jelzés csupán a megfogalmazás eredetét és a szerzői jogokat jelzi, nem szolgál a cikkben szereplő információk forrásmegjelöléseként.